# Owiesno
Owiesno (deutsch: Habendorf) ist ein Dorf in der Landgemeinde Dzierżoniów im Powiat Dzierżoniowski (Kreis Reichenbach) der Woiwodschaft Niederschlesien in Polen. Es liegt neun Kilometer südöstlich von Dzierżoniów (1945–1946 Rychbach).

## Lage
Nachbarorte von Owiesno sind Bielawa (Langenbielau) im Nordwesten, Ostroszowice (Weigelsdorf) im Südwesten, Różana (Rosenbach) im Süden, Piława Dolna (Nieder Peilau) und Piława Górna (Ober Peilau) im Nordosten, Przedborowa (Schönheide) im Südosten.

## Geschichte

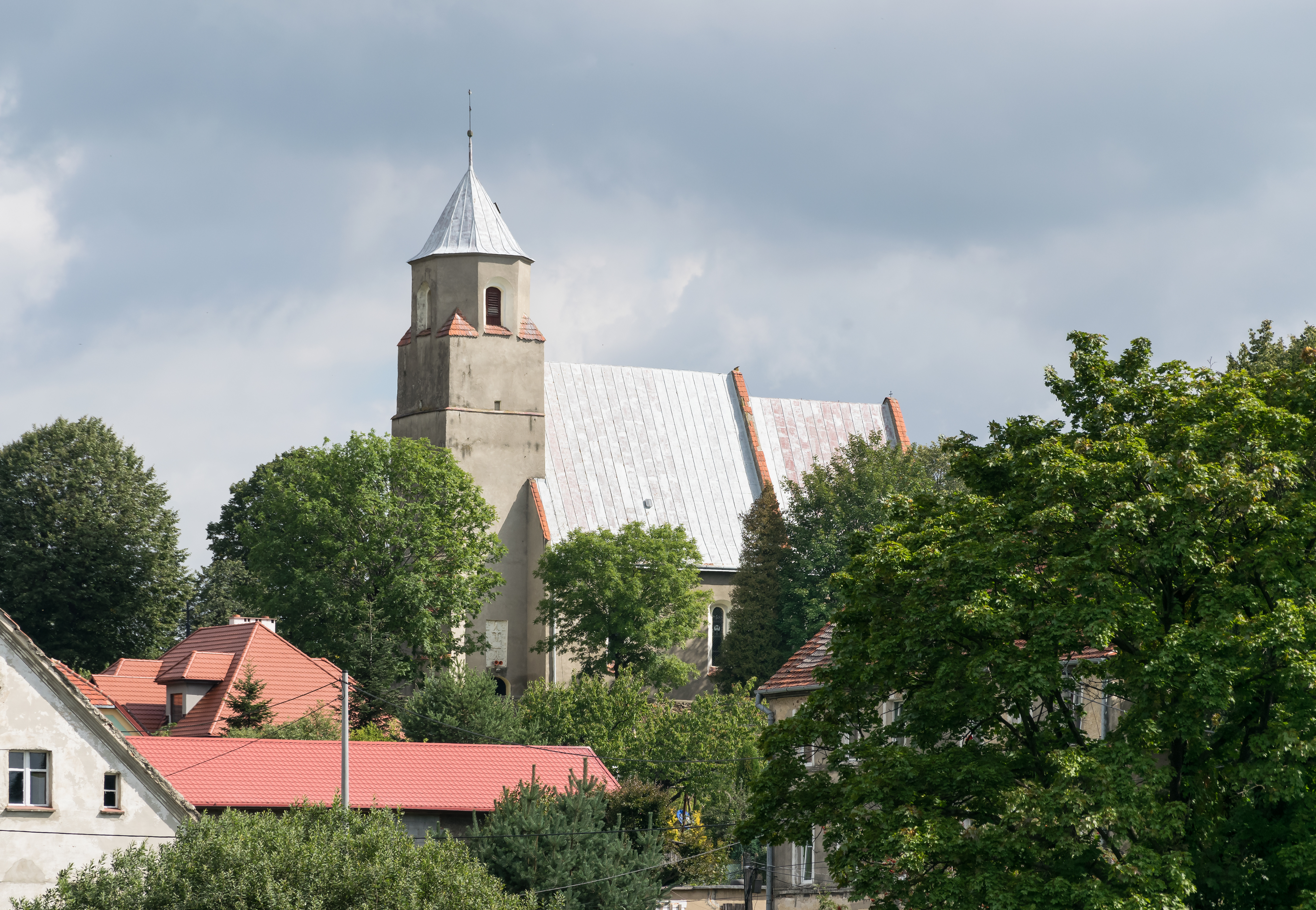
Kirche der Heiligen Dreifaltigkeit in Owiesno

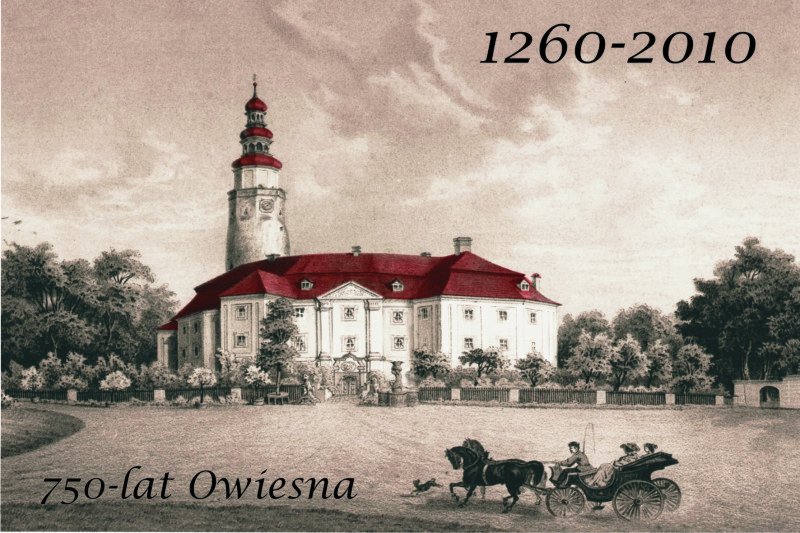
Schloss Habendorf/Owiesno um 1880

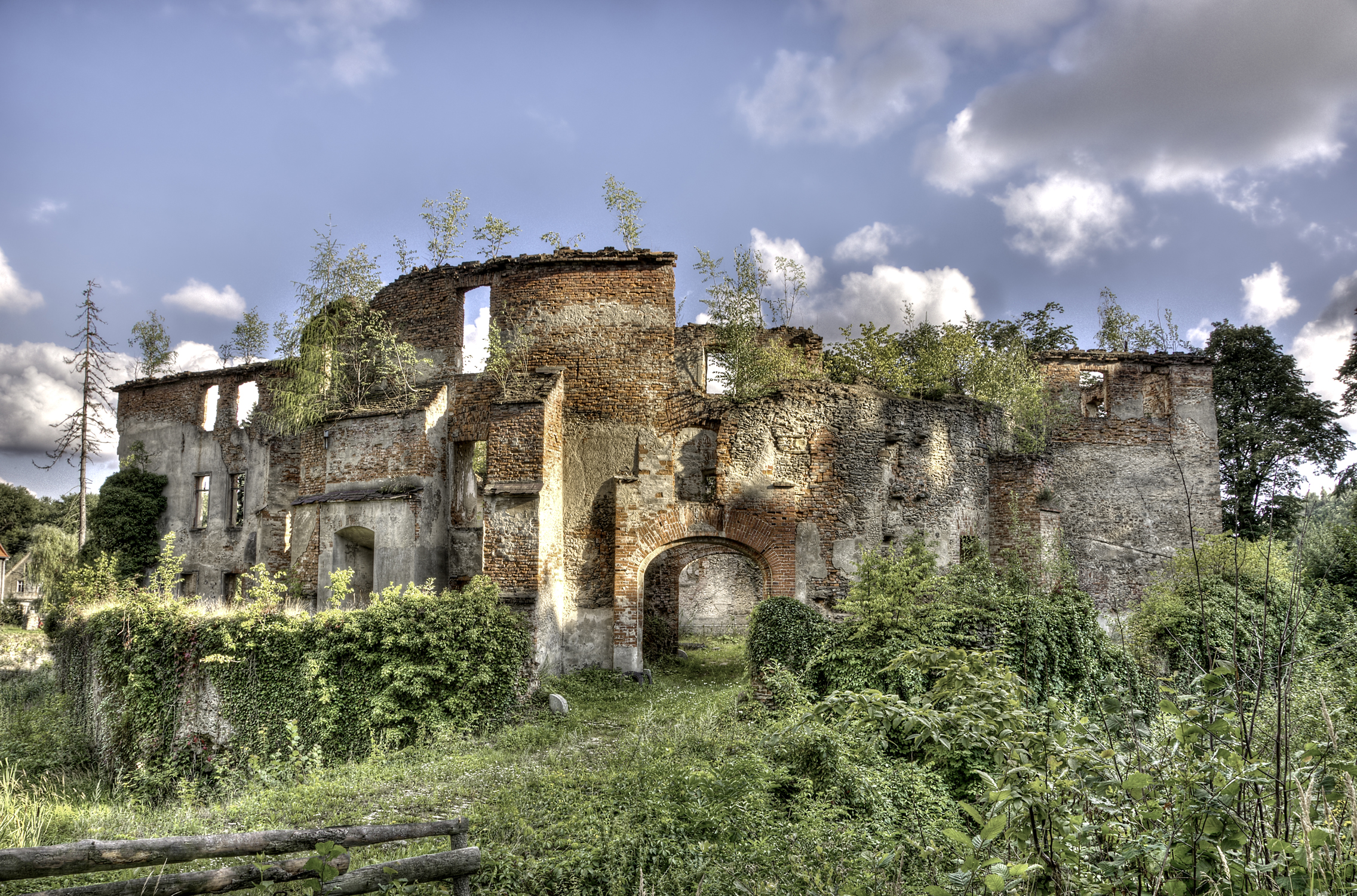
Schloss Habendorf 130 Jahre später

Das Dorf entstand im 13. Jahrhundert auf neu erschlossenem Siedlungsland im Frankensteiner Gebiet. Für 1260 ist es mit der slawischen Bezeichnung Ovesonovo erstmals belegt und wird 1292 als Haverdorph bezeichnet. Es gehörte zum Herzogtum Schweidnitz-Jauer und war im Besitz des alten schlesischen Adelsgeschlecht von Pogarell, das in mehrere Linien zerfiel. Aus der Habendorfer Linie stammte der gleichnamige Vater des Breslauer Bischofs Preczlaw von Pogarell.
1579 ging der Besitz an die Familie von Bock aus Güttmannsdorf über, die schon vor 1541 einen Teil von Habendorf besaß. Die nächsten Besitzer waren die Herren von Nimptsch und nach ihnen die Herren von der Heyde. Durch Heirat gelangte Habendorf 1797 an das Adelsgeschlecht Seydlitz auf Pawlowitzke, in deren Besitz es bis 1945 verblieb. Nach dem Ersten Schlesischen Krieg fiel Habendorf 1741/42 mit fast ganz Schlesien an Preußen. Habendorf war Teil des Kreises Reichenbach, der der Kriegs- und Domänenkammer Breslau unterstand, bis er im Zuge der Stein-Hardenbergischen Reformen 1815 dem Regierungsbezirk Reichenbach der Provinz Schlesien zugeordnet wurde. Nach der Auflösung des Regierungsbezirks Reichenbach wurden der Kreis Reichenbach am 1. Mai 1820 dem Regierungsbezirk Breslau zugeteilt.
1785 zählte Habendorf 1 Meile von Reichenbach entfernt, ein herrschaftliches Schloss, vier Vorwerke, eine katholische Kirche, welche bis 1654 evangelisch war, ein Pfarr- und ein Schulhaus, 14 Bauern, 59 Gärtner, 25 Häusler, vier Wassermühlen und 589 Einwohner. 1845 waren es 169 Häuser, ein herrschaftliches Schloss, vier Vorwerke, 1350 überwiegend evangelische Einwohner (173 katholisch), evangelische Kirche zu Rosenbach, eine 1819 neu erbaute evangelische Schule, eine katholische Teilkirche von Weigelsdorf unter dem Patronat des Dominiums in der jeden 3. Sonntag ein Gottesdienst stattfand (eingepfarrt: Habendorf und Kittlitzhaide), fünf Wassermühlen mit neuen Einwohnern, eine herrschaftliche Brauerei, eine Brennerei, vier Wirtshäuser, 200 Baumwollwebstühle, 24 Handwerker, sieben Händler, 1400 Merino und 287 Rinder. Zur Gemeinde gehörte die 1/4 Meilen nördlich gelegene Kolonie Kittlitzhaide, bestehend aus 8 Häusern, 59 überwiegend evangelischen Einwohnern (9 katholisch), sieben Baumwollbestühlen, ein Schankhaus, ein Schmied und ein Schneider. Die vier Vorwerke in Habendorf hießen:
1. das Schlossvorwerk
2. das Scholzengut
3. das Mittelvorwerk
4. das Niedervorwerk

1874 wurde aus der Landgemeinde Habendorf und dem Gutsbezirk Ober- u. Nieder Habendorf der Amtsbezirk Habendorf gebildet und zunächst vom Amtsvorsteher in Weigelsdorf verwaltet. Als Folge des Zweiten Weltkriegs fiel Habendorf – wie fast ganz Schlesien – 1945 an Polen und wurde in Owiesno umbenannt. Die deutsche Bevölkerung wurde, soweit sie nicht schon vorher geflohen war, 1946 vertrieben. Die neu angesiedelten Bewohner waren teilweise Zwangsausgesiedelte aus Ostpolen. Heute gehört Owiesno zur Landgemeinde Dzierżoniów. In den Jahren 1975 bis 1998 gehörte Owiesno zur Woiwodschaft Wałbrzych.

## Sehenswürdigkeiten
- Die römisch-katholische Filialkirche der Heiligen Dreifaltigkeit (polnisch Kościół Św. Trójcy) wurde von 1581 bis 1583 als Saalkirche errichtet und im 18. Jahrhundert umgebaut. Der Hauptaltar mit dem Gemälde der Hl. Dreifaltigkeit ist von 1730. An den Stifter Friedrich von Bock († 1592) und seine zwei Ehefrauen († 1575; † 1617) erinnern Epitaphien aus Stein.
- Anstelle einer verlassenen Burg des Templerordens oder der Kreuzritter errichtete die Familie von Pogarell Anfang des 14. Jahrhunderts eine neue Burg, die im 17. Jahrhundert zu einem Barockschloss umgebaut und erweitert wurde. Das Schloss war von einem Wallgraben umgeben, über den bis 1879 eine Zugbrücke führte und das 1879–1885 vollständig erneuert wurde. Es wurde nach 1945 dem Verfall preisgegeben. Ruinenreste sind noch vorhanden.

## Persönlichkeiten
- Adolf von Seidlitz (1865–1943), Landrat, Mitglied des preußischen Abgeordnetenhauses
- Ernst Julius von Seidlitz-Sandreczki (1863–1930), deutscher Majoratsherr und Parlamentarier